# Lubiąż (gromada)
Lubiąż – dawna gromada, czyli najmniejsza jednostka podziału terytorialnego Polskiej Rzeczypospolitej Ludowej w latach 1954–1972.
Gromady, z gromadzkimi radami narodowymi (GRN) jako organami władzy najniższego stopnia na wsi, funkcjonowały od reformy reorganizującej administrację wiejską przeprowadzonej jesienią 1954 do momentu ich zniesienia z dniem 1 stycznia 1973, tym samym wypierając organizację gminną w latach 1954–1972.
Gromadę Lubiąż z siedzibą GRN w Lubiążu utworzono – jako jedną z 8759 gromad na obszarze Polski – w powiecie wołowskim w woj. wrocławskim, na mocy uchwały nr 31/54 WRN we Wrocławiu z dnia 2 października 1954. W skład jednostki weszły obszary dotychczasowych gromad Lubiąż, Prawików i Gliniany (bez przysiółków Domaszków i Dobrzechów) oraz przysiółek Rataje z dotychczasowej gromady Zagórzyce – ze zniesionej gminy Mojęcice w tymże powiecie. Dla gromady ustalono 20 członków gromadzkiej rady narodowej.
31 grudnia 1961 do gromady Lubiąż włączono wsie Krzydlina Wielka, Domaszków i Krzydlina Mała ze zniesionej gromady Krzydlina Wielka oraz wieś Zagórzyce ze zniesionej gromady Mojęcice w tymże powiecie.
Gromada przetrwała do końca 1972 roku, czyli do kolejnej reformy gminnej. 1 stycznia 1973 powiecie wołowskim utworzono gminę Lubiąż (zniesiono ją ponownie 1 września 1977).